# Giáo hoàng Lêô XIV
Giáo hoàng Lêô XIV (tên khai sinh: Robert Francis Prevost; sinh ngày 14 tháng 9 năm 1955) là giáo hoàng của Giáo hội Công giáo và nguyên thủ Thành Vatican. Ông được bầu làm giáo hoàng tại mật nghị Hồng y 2025 vào ngày 8 tháng 5 năm 2025 sau khi Giáo hoàng Phanxicô qua đời.
Sinh ra tại thành phố Chicago, tiểu bang Illinois, Hoa Kỳ, ông khởi đầu sự nghiệp giáo sĩ trong Dòng Thánh Augustino. Ông từng phục vụ trong khoảng thời gian dài tại Perú từ năm 1985 đến năm 1986 và từ 1988 đến 1998, kinh qua các vị trí linh mục chính xứ, quan chức giáo phủ, giảng viên và quản trị viên học thuật trong chủng viện. Sau thời gian làm Sư huynh Tổng quyền Dòng Thánh Augustino từ năm 2001 đến năm 2013, ông quay trở lại Perú để giữ chức vụ Giám quản Tông tòa (2014–2015) rồi Giám mục Chính tòa của Giáo phận Chiclayo (2015–2023). Năm 2023, Giáo hoàng Phanxicô vinh thăng ông làm hồng y, bổ nhiệm ông làm tổng trưởng Bộ Giám mục và chủ tịch Hội đồng Tòa Thánh về châu Mỹ Latinh. 
Có hai quốc tịch Hoa Kỳ và Perú, Giáo hoàng Lêô XIV là giáo hoàng đầu tiên sinh ra tại Hoa Kỳ, cũng như là giáo hoàng đầu tiên có quốc tịch Hoa Kỳ hoặc quốc tịch Perú. Ông là giáo hoàng đầu tiên thuộc Dòng Thánh Augustino và là giáo hoàng thứ bảy sống theo Tu luật Thánh Augustino. Ông cũng là giáo hoàng đầu tiên mang dòng máu Creole.

## Thân thế và giáo dục
Robert Francis Prevost sinh ngày 14 tháng 9 năm 1955 tại bệnh viện Mercy, thuộc phường Bronzeville, thành phố Chicago, tiểu bang Illinois, Hoa Kỳ. Song thân của cậu Prevost là ông Louis Marius Prevost, một cựu chiến binh Hải quân Hoa Kỳ phục vụ trong Chiến tranh thế giới thứ hai, từng làm Giám đốc Khu Học chánh Brookwood 167 tại làng Glenwood, Illinois và bà Mildred Prevost (họ trước hôn nhân là Martinez), tốt nghiệp cử nhân ngành Khoa học thư viện tại Viện Đại học Công giáo DePaul vào năm 1947. Cậu Prevost có hai người anh ruột là Louis và John. Ông nội của cậu là cụ Jean Lanti Prevost, một người Ý lai Pháp gốc Settimo Rottaro, gần thành phố Torino, và bà nội của cậu là cụ Suzanne Fontaine, một người phụ nữ người Pháp đến từ thành phố cảng Le Havre. Mẹ của cậu là một người Creole da đen có cha là cụ Joseph Martínez, người Haiti lai Phi gốc ở thành phố Santo Domingo, Cộng hòa Dominica, và mẹ là cụ Louise Baquiet (có nơi ghi là Baquiex), người gốc New Orleans, với dòng máu Mỹ lai Phi.
Học tập và lớn lên tại Giáo xứ Đức Maria Vô nhiễm Nguyên tội thuộc làng Dolton, một vùng ngoại ô giáp ranh với quận Nam của Thành phố Chicago về phía nam, cậu Prevost đã sớm tham gia ca đoàn giáo xứ và làm công việc giúp lễ. Được biết đến với tên gọi "Bob" hay "Rob" trong thời niên thiếu của mình, cậu Prevost tốt nghiệp trung học phổ thông vào năm 1973 tại Trung học Chủng viện Thánh Augustino, một tiểu chủng viện tại thành phố Holland, tiểu bang Michigan, được trao tặng Bằng khen thưởng về thành tích học tập xuất sắc, liên tục được nêu tên trong danh sách học sinh ưu tú, từng làm tổng biên tập kỷ yếu, thư ký hội đồng học sinh và thành viên hiệp hội National Honor Society. Cậu cũng từng tham gia một cuộc thi thuyết trình và phản biện.
Prevost lãnh văn bằng Cử nhân Toán học tại Viện Đại học Villanova thuộc dòng Thánh Augustino vào năm 1977 và văn bằng Thạc sĩ Thần học danh dự tại Học viện Hiệp hội Thần học Công giáo ở Chicago vào năm 1982. Bên cạnh việc nghiên cứu ở bậc cao học, Tu sĩ Prevost còn làm giáo viên môn Vật lý và Toán học tại Trung học Thánh Rita thành Cascia ở thành phố Chicago. Ông tiếp tục nghiên cứu tại Roma và lãnh văn bằng Thạc sĩ Giáo luật (1984) và văn bằng Tiến sĩ Giáo luật (1987) tại Viện Giáo hoàng Đại học Thánh Thomas Aquinas ở Roma. Luận án tiến sĩ của ông có tựa đề "The Role of the Local Prior in the Order of Saint Augustine" (n.đ. 'Vai trò của Sư huynh Bề trên địa phương trong Dòng Thánh Augustino'). Ông được Viện Đại học Villanova trao tặng văn bằng Tiến sĩ Nhân văn danh dự vào năm 2014.

## Tu nghiệp thời kỳ đầu (1977–2001)

### Đào tạo trong Dòng Thánh Augustino

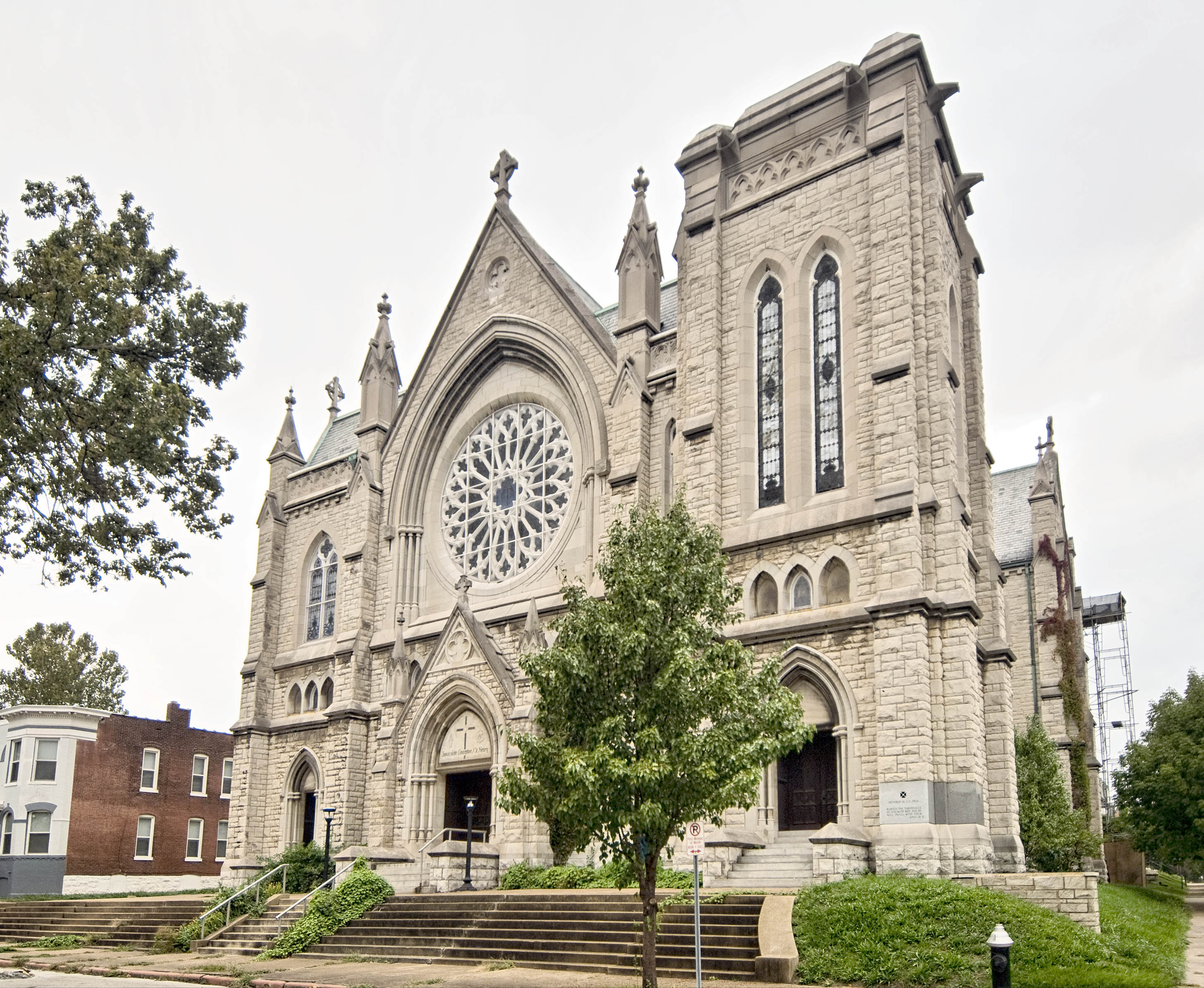
Prevost dành một năm tập viện trong dòng Thánh Augustino tại Nhà thờ Đức Mẹ Vô nhiễm Nguyên tội ở thành phố St. Louis, tiểu bang Missouri

John Prevost, anh ruột của Giáo hoàng Lêô XIV kể rằng ngay từ khi còn nhỏ, Prevost đã có niềm khát khao trở thành linh mục. Năm 1977, Prevost được nhận vào làm tập sinh dòng Thánh Augustino và khám phá đoàn sủng của dòng tại Nhà thờ Đức Mẹ Vô nhiễm Nguyên tội ở thành phố St. Louis, tiểu bang Missouri. Cậu tuyên khấn đơn vào tháng 9 năm 1978 và đến tháng 8 năm 1981 thì tuyên khấn trọng thể, chính thức trở thành Tu sĩ dòng Thánh Augustino.

### Thời kỳ linh mục và hoạt động thừa sai tại Perú
Tu sĩ Prevost được Tổng giám mục Jean Jadot truyền chức linh mục vào ngày 19 tháng 6 năm 1982 tại Roma. Năm 1985, Linh mục Prevost tham gia vào sứ vụ của dòng Augustino tại Perú và giữ chức Chưởng ấn trong giáo phủ Giám hạt tòng thổ Chulucanas từ năm 1985 đến năm 1986. Năm 1987, sau khi bảo vệ thành công luận án tiến sĩ, ông làm Giám đốc Ơn gọi và Giám đốc phụ trách các công tác truyền giáo của tỉnh dòng Đức Mẹ Chỉ Bảo Đàng Lành tại làng Olympia Fields, Illinois, Hoa Kỳ. Ông trở lại Perú vào năm 1988. Trong suốt một thập kỷ hoạt động tại Perú, ông làm lãnh đạo Chủng viện dòng Thánh Augustino tại Trujillo, giảng viên môn Giáo luật tại tiểu chủng viện giáo phận, quản trị viên học thuật, thẩm phán trong tòa án giáo hội tại địa phương, cùng hoạt động mục vụ giáo xứ tại vùng ngoại ô thành phố Trujillo. Ông đã có những thành công nhất định trong việc kêu gọi các thanh niên người Perú chấp nhận ơn gọi linh mục cũng như tuyển chọn tu sĩ người Perú vào các vị trí lãnh đạo của dòng.
Trong thời kỳ Fujimorato ở Perú, Linh mục Prevost lên tiếng chỉ trích vấn nạn tham nhũng, lên án các tội ác của Tổng thống Alberto Fujimori, đặc biệt nhấn mạnh đến hàng ngàn nạn nhân của chiến địch đàn áp tàn bạo do Lục quân Perú mà đích xác là Tập đoàn Colina gây ra trong thời kỳ khủng bố tại Perú. Năm 2017, ông lên tiếng phê phán quyết định tha bổng cho cựu Tổng thống Fujimori của Tổng thống Pedro Pablo Kuczynski và kêu gọi ông Fujimori phải "đứng ra xin lỗi nhân dân vì những bất công lớn mà ông đã để mặc cho xảy ra." Những năm tháng làm việc tại Perú đã mang lại cho Linh mục Prevost nhiều kinh nghiệm cá vị về bạo lực chính trị và bất bình đẳng trong xã hội, thậm chí ông còn học cách cưỡi ngựa mà đi lại trên những con đường trắc trở để quyết tâm thi hành cam kết thừa sai của mình là loan báo Tin Mừng cho cộng đồng người dân sinh sống ở khe núi Lambayeque xa xôi và hầu như đã bị lãng quên. Ngoài ra ông còn nổi tiếng vì đã đứng ra để bảo vệ quyền con người cho cộng đồng dân cư tại vùng Norte Chico trước các cuộc bạo lực do tổ chức khủng bố "Con đường sáng" theo chủ nghĩa Marx-Lenin-Mao gây ra.

## Sư huynh Giám tỉnh và Sư huynh Bề trên Tổng quyền (1998–2013)
Năm 1998, Linh mục Prevost được bầu làm Sư huynh Giám tỉnh của tỉnh dòng Đức Mẹ Chỉ Bảo Đàng Lành thuộc Dòng Thánh Augustino có trụ sở tại thành phố Chicago. Ông chính thức nhận chức vụ này vào ngày 9 tháng 3 năm 1999. Vào năm 2000, Linh mục Prevost ban phép cho ông James Ray, một linh mục Dòng Thánh Augustino, được trú ngụ tại Tu viện Thánh Gioan Stone ở thành phố Chicago và truyền cho giám sát hoạt động của vị này. Trước đó, Linh mục Ray đã bị vạ huyền chức kể từ năm 1991 vì bị cáo buộc lạm dụng tình dục trẻ em vị thành niên. Linh mục Prevost phải hứng chịu nhiều lời chỉ trích về quyết định trên vì Tu viện Thánh Gioan Stone cách một trường trung học không xa là mấy. Đến năm 2002, Linh mục Ray được điều chuyển đến nơi ở khác vào năm 2002 sau khi các giám mục Hoa Kỳ thông qua nhiều quy định chặt chẽ hơn nữa.
Linh mục Prevost hai lần liên tiếp được bầu làm Sư huynh Bề trên Tổng quyền của Dòng Thánh Augustino với nhiệm kỳ 6 năm và giữ chức từ năm 2001 đến năm 2013. Trong thời gian ông đương nhiệm, nhiều người đã lên tiếng khiếu nại về hành vi lạm dụng trẻ em của ông Richard McGrath, cựu chủ tịch Trung học Công giáo Providence – một cơ sở giáo dục thuộc quyền Dòng Thánh Augustino. Vị này đã bị cách chức vào năm 2017 sau khi cơ quan chức năng hoàn tất một cuộc điều tra có liên quan đến khiêu dâm trẻ em. Đến năm 2018, một thỏa thuận hòa giải với số tiền bồi thường là 2 triệu đô la Mỹ đã được dàn xếp giữa Giáo phận Joliet in Illinois và một cựu học sinh từng cáo buộc ông McGrath đã hiếp dâm các em vào thập niên 1990. Từ năm 2013 đến năm 2014, Linh mục Prevost được bổ nhiệm làm Giám đốc Ơn gọi tại Tu viện Thánh Augustino ở Chicago cũng như làm Ủy viên thứ nhất kiêm Tổng đại diện của Tỉnh dòng Đức Mẹ Chỉ Bảo Đàng Lành.

## Giám mục Chiclayo (2014–2023)
Ngày 3 tháng 11 năm 2014, linh mục Prevost được bổ nhiệm làm Giám mục Giám quản Tông Tòa của Giáo phận Chiclayo, Perú với Hiệu tòa Sufar. Ông nhậm chức vào ngày 7 tháng 11 trước khi được tấn phong giám mục. Lễ tấn phong cho tân giám mục được cử hành ngày 12 tháng 12 năm 2014 tại Nhà thờ chính tòa của Giáo phận Chiclayo, Perú. Giám mục Prevost được cử làm Giám mục chính tòa vào ngày 26 tháng 9 năm 2015. Chủ phong là Tổng giám mục James Patrick Green, Sứ thần Tòa Thánh tại Perú, hai vị phụ phong là Giám mục Jesús Moliné Labarte, nguyên giám mục Chiclayo và Tổng giám mục Salvador Piñeiro García-Calderón, Tổng giám mục Tổng giáo phận Ayacucho o Huamanga.
Tháng 3 năm 2018, Giám mục Prevost được chọn làm Phó Chủ tịch II của Hội đồng Giám mục Perú. Trong thời kỳ làm Giám mục, ông kiêm nhiệm chức Giám quản Tông Tòa Giáo phận Callao, Perú, từ tháng 4 năm 2020 đến tháng 5 năm 2021.

## Tổng trưởng Bộ Giám mục và vinh thăng hồng y (2023–2025)

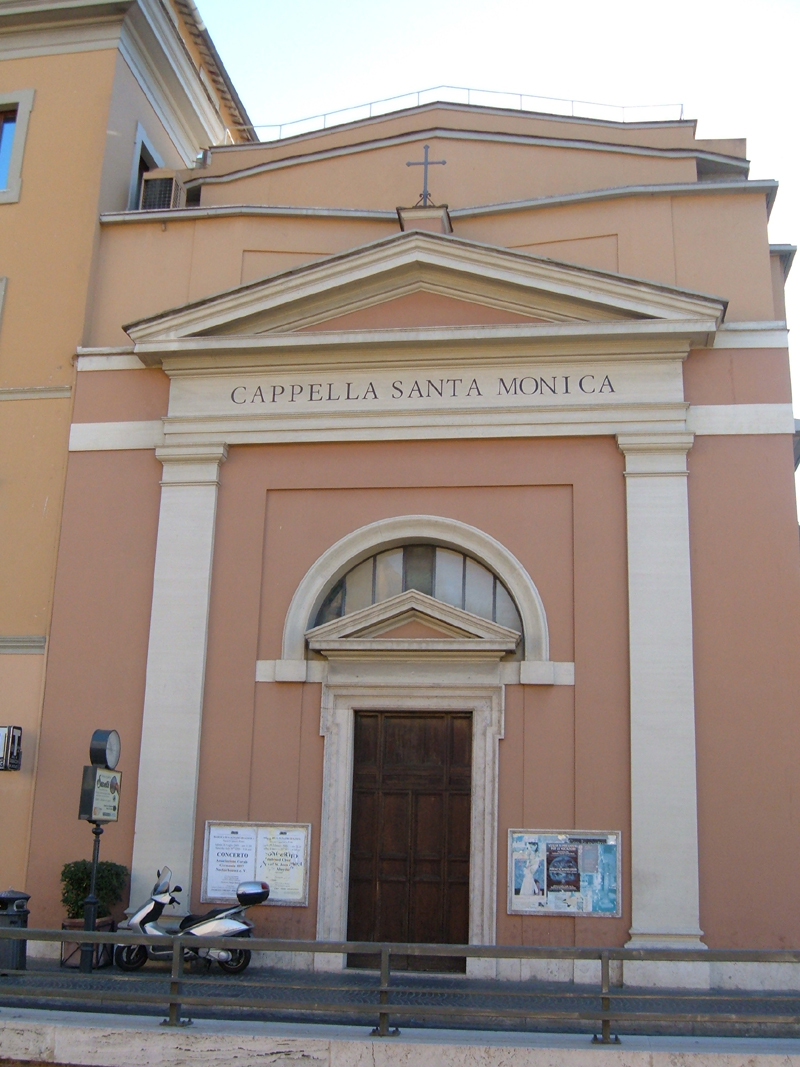
Nhà thờ Thánh Monica dòng Augustino tọa lạc tại thành phố Roma từng là nhà thờ hiệu tòa của Hồng y Prevost, cũng là nơi ông được truyền chức linh mục vào năm 1982.

Giáo hoàng Phanxicô từng quan tâm đến Giám mục Prevost và giúp ông thăng tiến trong sự nghiệp của mình. Vào ngày 30 tháng 1 năm 2023, Giáo hoàng Phanxicô đã bổ nhiệm Giám mục Prevost làm Tổng tưởng Bộ Giám mục với tước hiệu Tổng giám mục hưu trí Giáo phận Chiclayo. Tuy từng bày tỏ mong muốn ở lại Perú, Giám mục Prevost đã chấp nhận quyết định bổ nhiệm trên và dọn đến sống tại Roma.
Vào ngày 30 tháng 9 năm 2023, Giáo hoàng Phanxicô đã vinh thăng Giám mục Prevost lên hàng hồng y với cấp bậc hồng y đẳng phó tế và ban cho ông tước hiệu Nhà thờ Thánh Monica dòng Augustino. Trong vai trò Tổng trưởng, Tổng giám mục Prevost và về sau là Hồng y Prevost đã góp phần quan trọng trong việc đánh giá và tiến cử ứng viên giám mục khắp nơi trên thế giới, nhờ đó gia tăng độ bao phủ của mình trong Hội thánh. Những trọng trách trên đã nâng cao đáng kể vị thế của Hồng y Prevost trước thềm Mật nghị Hồng y. Khi còn làm Tổng trưởng Bộ giám mục, Hồng y Prevost đã đề xuất cách chức giám mục đối với Giám mục Joseph Edward Strickland, khi đó là Giám mục Chính tòa Tyler, tiểu bang Texas. Đến tháng 10 năm 2023, Giáo hoàng Phanxicô đã bổ nhiệm ông làm thành viên của Ủy ban Giáo hoàng về Nhà nước Thành Vatican cùng 7 bộ khác trong Giáo triều Rôma. Vào ngày 6 tháng 2 năm 2025, Giáo hoàng Phanxicô đã nâng Hồng y Prevost lên bậc hồng y đẳng giám mục và ban cho ông hiệu tòa Albano, một giáo phận ngoại thành thuộc Giáo tỉnh Roma. Hồng y Prevost hoạt động thường xuyên trong Hội đồng Giám mục Mỹ Latinh và từng tham dự các cuộc họp của Hội đồng tại Aguadilla, Puerto Rico, nhóm họp vào tháng 5 năm 2023.

## Giáo hoàng (2025–hiện tại)

### Mật nghị Hồng y

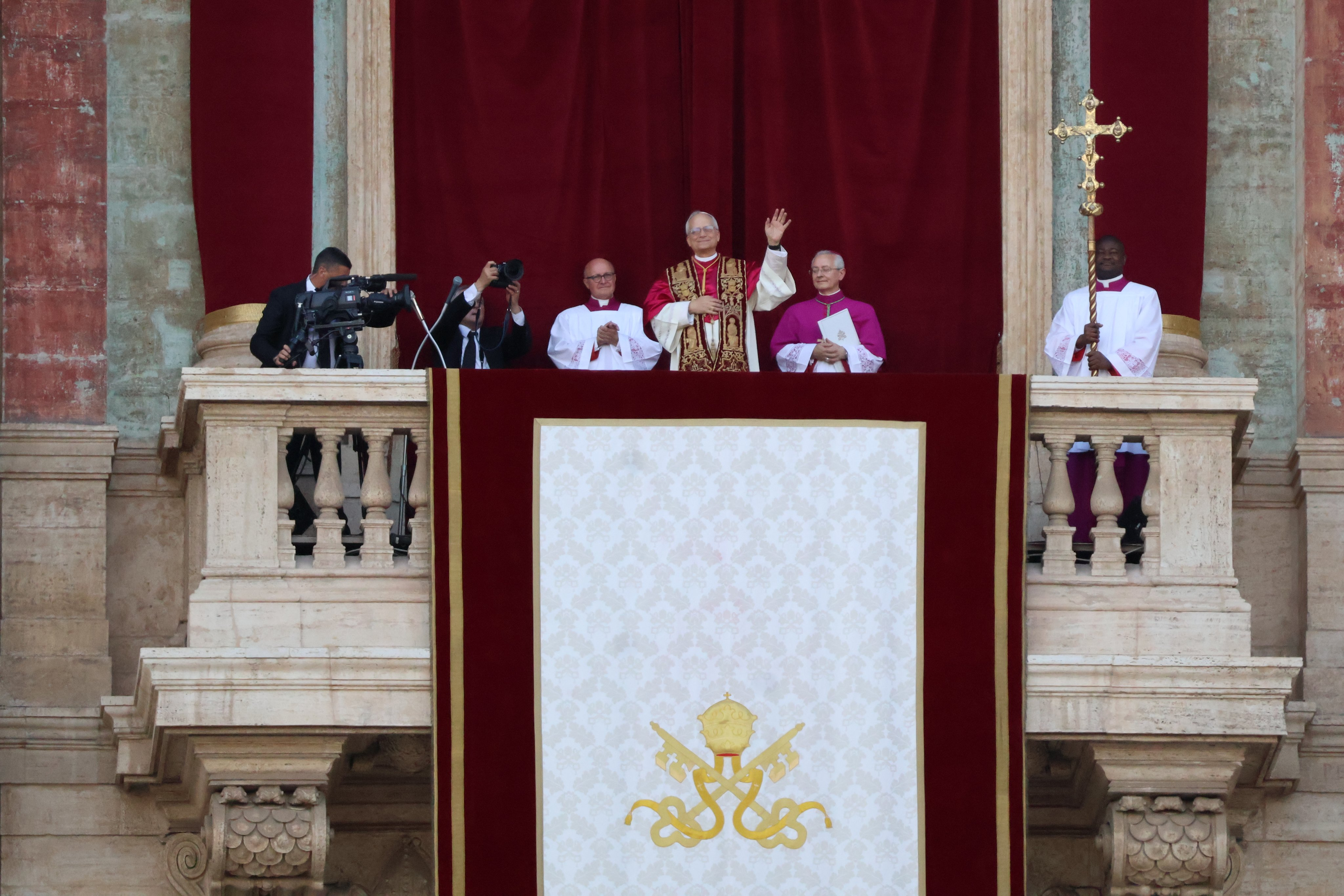
Giáo hoàng Lêô XIV trên lô gia Vương cung Thánh đường Thánh Phêrô sau khi được bầu làm giáo hoàng

Tại mật nghị Hồng y 2025, Prevost được bầu làm giáo hoàng mới sau khi Giáo hoàng Phanxicô qua đời, lấy tông hiệu là Lêô XIV.
Giáo hoàng Lêô xuất hiện trong chiếc dây stola thêu tay truyền thống của giáo hoàng và chiếc áo khoác mozzetta, những bộ lễ phục mà Giáo hoàng Phanxicô đã không mặc sau khi được bầu vào năm 2013 và trong suốt triều đại giáo hoàng tiếp theo của ông. Sau đó, ông có bài phát biểu đầu tiên bằng tiếng Ý và tiếng Tây Ban Nha, bày tỏ lòng biết ơn đối với di sản của Giáo hoàng Phanxicô và ban phước lành Urbi et Orbi bằng tiếng Latin.
Giáo hoàng Lêô XIV là giáo hoàng đầu tiên thuộc Dòng Thánh Augustinô và là giáo hoàng thứ hai từ châu Mỹ sau Giáo hoàng Phanxicô. Ông cũng là giáo hoàng người Bắc Mỹ đầu tiên, người đầu tiên sinh ra tại Hoa Kỳ, người đầu tiên mang hai quốc tịch Perú và Hoa Kỳ, người đầu tiên từ một nước nói tiếng Anh kể từ Ađrianô IV(trị. 1154–1159), giáo hoàng lấy tông hiệu Lêô đầu tiên kể từ Lêô XIII (trị. 1878–1903) và người đầu tiên sinh ra sau Chiến tranh thế giới thứ hai.

### Các sự kiện về sau
Ngày 9 tháng 5, Giáo hoàng Lêô XIV chủ sự thánh lễ đầu tiên tại Nhà nguyện Sistina trước Hồng y đoàn. Trong bài giảng lễ, ông cảnh báo về tình trạng thiếu đức tin trên thế giới và cho rằng Giáo hội Công giáo phải là "ngọn hải đăng soi chiếu đêm tối trần gian". Đài truyền hình công cộng của Ý RAI thông tin rằng Giáo hoàng Lêô sẽ cư trú tại Điện Tông tòa thay cho Nhà Thánh Mátta mà Phanxicô đã định cư. Lễ đăng quang của Giáo hoàng Lêô XIV diễn ra vào ngày 18 tháng 5 tại Quảng trường Thánh Phêrô.

## Huy hiệu
|  | Mũ giáp Mũ mitra Khiên chínhNền xanh dương cùng một bông hoa bách hợp màu bạc ở góc trên, nền vàng da bò cùng một quả tim màu đỏ bị cung tên đâm thâu, được đặt bên trên một quyển sách khép chặt ở góc dưới bên phải. Khẩu hiệuIN ILLO UNO UNUM (tạm dịch là 'Trong Đấng duy nhất, tất cả nên một') Phần tử khácChìa khóa Nước Trời được đặt phía sau khiên Biểu tượng - Hoa bách hợp: Liên hệ tới Đức Mẹ Maria, biểu tượng cho sự tinh tuyền và vô tội. - Biểu tượng dòng Thánh Augustino: Biểu tượng dòng Thánh Augustino, ám chỉ việc Giáo hoàng Lêô XIV là một tu sĩ dòng Thánh Augustino. Phần tử khiên này miêu tả một quả tim đỏ bị cung tên đâm thâu và đặt bên trên một quyển sách khép chặt. |